# Lee Hye-kyeong
Lee Hye-Kyeong (* 15. Januar 1996 in Ulsan) ist eine südkoreanische Judoka. Sie gewann bis 2024 eine Silbermedaille und zwei Bronzemedaillen bei Asienmeisterschaften.

## Sportliche Karriere
Lee Hye-kyeong kämpft im Superleichtgewicht, der Gewichtsklasse bis 48 Kilogramm.
Bei den Olympischen Jugendspielen 2014 in Nanking gewann sie sowohl im Einzel als auch mit der Mannschaft eine Bronzemedaille. Ende 2014 siegte Lee bei den U21-Asienmeisterschaften. Im Oktober 2015 gewann sie bei den Juniorenweltmeisterschaften.
2019 erkämpfte Lee eine Bronzemedaille bei den Asien-Pazifik-Meisterschaften, nachdem sie im Halbfinale gegen die Kasachin Galbadrachyn Otgontsetseg verloren hatte. Bei den Asienmeisterschaften 2022 verlor Lee im Halbfinale gegen die Japanerin Wakana Koga, erkämpfte aber dann Bronze. Bei den Weltmeisterschaften 2022 schied Lee im Achtelfinale aus. 2023 unterlag sie bei den Weltmeisterschaften in Doha bereits in ihrem Auftaktkampf. Bei den im September 2023 nachgeholten Asienspielen in Hangzhou belegte Lee den fünften Platz, nachdem sie im Halbfinale gegen die Kasachin Abiba Abuschakinowa verloren hatte.
Im April 2024 erreichte Lee bei den Asienmeisterschaften das Finale und unterlag dann der Mongolin Bawuudordschiin Baasanchüü. Im Mai 2024 unterlag Lee bei den Weltmeisterschaften in Abu Dhabi in ihrem Auftaktkampf der Türkin Tuğçe Beder.
Zwei Monate später verlor sie bei den Olympischen Spielen in Paris in ihrem ersten Einsatz gegen die Schwedin Tara Babulfath. Im Mixed-Team-Wettbewerb waren für die unterste Gewichtsklasse Lee Hye-kyeong als Superleichtgewichtlerin, Jung Ye-rin als Halbleichtgewichtlerin und die Leichtgewichtlerin Huh Mi-mi qualifiziert. Die Kämpfe wurden alle von Huh Mi-mi bestritten. Die südkoreanische Mannschaft erreichte letztlich mit einem Sieg über die deutsche Mannschaft den dritten Platz. Lee Hye-kyeong und Jung Ye-rin erhielten als Ersatzathletinnen ebenfalls eine Bronzemedaille.